# Belisana leumas
Belisana leumas là một loài nhện trong họ Pholcidae. Loài này được phát hiện ở Thái Lan.